# Elcock’s Brook
Elcock’s Brook – przysiółek w Anglii, w hrabstwie Worcestershire, w dystrykcie Redditch. Leży 20 km na północny wschód od miasta Worcester i 154 km na północny zachód od Londynu.